# Telaranea maorensis
Telaranea maorensis är en bladmossart som beskrevs av Tamás Pócs. Telaranea maorensis ingår i släktet Telaranea och familjen Lepidoziaceae. Inga underarter finns listade i Catalogue of Life.